# Parque nacional de los Montes Udzungwa
El Parque nacional de los Montes Udzungwa es un espacio protegido en Tanzania. Los hábitats que figuran dentro del parque nacional incluyen el bosque húmedo tropical, bosque de montaña, bosques de miombo, praderas y estepas. Hay una gran elevación vertical de 250,576 metros (el pico de Lohomero), que incorpora la parte de las montañas Udzungwa dentro de las montañas del Arco Oriental. Hay más de 400 especies de aves, 2500 especies de plantas (25% de las cuales son endémicas) y 6 especies de primates. Tiene la segunda mayor biodiversidad de un parque nacional en África.
Seis especies de primates se han registrado, de las cuales cinco son endémicas.